# Gregory Rozakis
Gregory Rozakis (New York, 30 gennaio 1943 – Brooklyn, 24 agosto 1989) è stato un attore statunitense.

## Biografia
Conosciuto soprattutto per la sua interpretazione de Il ribelle dell'Anatolia (1963) di Elia Kazan, per cui ottenne la candidatura al Golden Globe per il miglior attore non protagonista nel 1964. Tra gli altri suoi film si ricordano Il giustiziere della notte (1974) di Michael Winner e Dentro la grande mela (1987) di John Patrick Shanley.

## Filmografia parziale

### Cinema
- Il ribelle dell'Anatolia (America America), regia di Elia Kazan (1963)
- Il giustiziere della notte (Death Wish), regia di Michael Winner (1974)
- 40.000 dollari per non morire (The Gambler), regia di Karel Reisz (1975)
- L'ultima coppia sposata (The Last Married Couple in America), regia di Gilbert Cates (1980)
- Cotton Club (The Cotton Club), regia di Francis Ford Coppola (1984)
- Dentro la grande mela (Five Comers), regia di Tony Bill (1987)

### Televisione
- The Danny Thomas Hour – serie TV, episodio 1x22 (1968)